# Saint-Pierre (barque catalane)
Le Saint-Pierre est une barque catalane en chêne, construite en 1909 par l'architecte naval Luigi Aversa à Sète.
Il est la propriété de la commune de Palavas-les-Flots depuis 2006.
Le Saint-Pierre fait l'objet d'un classement au titre des monuments historiques depuis le 23 septembre 2010.

## Histoire
C'est un modèle typique des barques catalanes à voile latine. Il est construit en chêne suivant le « gabarit de Saint-Joseph ».
Le Saint-Pierre était destiné à la pêche au poisson bleu (maquereau, sardine et anchois) au filet dérivant. La barque connut différents propriétaires jusqu'en 1991. À cette date elle fut armée à la plaisance.
En 2006, elle est acquise par la commune de Palavas-les-Flots pour des activités patrimoniales. La barque a subi plusieurs restaurations, en 2002 et 2008-2009.